# Steve Fossett
Steve Fossett (22. dubna 1944 Jackson, Tennessee – 3. září 2007, Nevadská poušť) byl americký miliardář a dobrodruh. Stal se držitelem několika desítek světových rekordů jako pilot, námořník či dálkový plavec. Steve Fossett se ztratil 3. září 2007 při letu nad pouští ve státě Nevada, aniž by někdo zachytil nouzový signál. Neúspěšně po něm pátraly stovky dobrovolníků, armáda a letadla Civil Air Patrol. Jeho manželka podala 26. listopadu 2007 žádost, aby byl Fossett prohlášen za mrtvého. Této žádosti chicagský soud vyhověl a 15. února 2008 prohlásil Fossetta oficiálně za mrtvého.
V mládí jako člen organizace Boy Scouts of America splnil podmínky prestižního skautského ocenění „Eagle Scout“, orlí skaut. Byl členem Světového skautského výboru WOSM, World Organisation of Scout Movement.
30. září 2008 našli náhodní turisté několik Fossetových věcí (např. pilotní průkaz bez fotografie, svetr). O den později byl nalezen vrak letadla, které pravděpodobně patřilo Fossettovi. Nakonec byly nalezeny i kosterní pozůstatky náležející Fossettovi. Vyšetřovatelé později stanovili jako příčinu nehody silné turbulence, které učinily stroj neovladatelným.

## Fossetovy rekordy
Steve Fosset se stal držitelem celkem 62 světových rekordů, mimo jiné:
- 21. února 1995 Fossett přistál v Leaderu v kanadském Saskatchewanu. Stal se první osobou, která přeletěla samostatně Tichý oceán v balonu.
- Samostatně obletěl celý svět v balonu, a to na 6. pokus. Startoval z Northamu, Západní Austrálie dne 19. června 2002, kde 2. července také přistál.
- Steve Fossett byl také jedním ze světových jachtařů. Je držitelem 15 světových rekordů v plachtění. V roce 2004 jako kapitán dosáhl světového rekordu za nejrychlejší obeplutí světa ve své vlastní plachetnici Cheyenne.
- Od 27. října 2004 je Fossett držitelem rekordu v nejrychlejším letu vzducholodí – obrovským Zeppelínem NT s průměrnou rychlostí 111,8 km/h. Předchozí rekord byl 92,8 km/h (v roce 2001, Virgin Lightship).
- První non-stop let proudovým letounem okolo světa bez doplňování paliva a sám. Letoun Virgin Atlantic GlobalFlyer odstartoval v pondělí 28. února 2005 z letiště Salina, Kansas, USA a po uražení více než 36 000 kilometrů v 67 hodinách a 2 minutách (ve čtvrtek 3. března) na stejném letišti přistál.
- Fossett se stal také držitelem rekordu v nejpomalejším přeplavání Lamanšského průlivu.